# Xã Redstone, Quận Miner, Nam Dakota
Xã Redstone (tiếng Anh: Redstone Township) là một xã thuộc quận Miner, tiểu bang Nam Dakota, Hoa Kỳ. Năm 2010, dân số của xã này là 19 người.